# Ereteken van de Vereniging van Reserve-Officieren
Het Ereteken van de Vereniging van Reserve-Officieren  (Deens: Reserveofficersforeningen i Danmarks Hæderstegn) is een Deense onderscheiding.
Het ereteken werd op 27 april 1950 ingesteld als onderscheiding van de Vereniging van Deense Reserve-Officieren. Er wordt per jaar niet meer dan een drietal van deze onderscheidingen uitgereikt aan verdienstelijke reservisten.
De dragers mogen de letters R.O.Ht. achter hun naam plaatsen.
Het versiersel is een trofee samengesteld uit een met het Deense wapen versierd schild van een officier van de wacht, een ontbloot zwaard en een eikenkrans. Het lint is wit met twee smalle rode zijstrepen en twee brede rode middenstrepen.
De onderscheiding wordt op de linkerborst gedragen aan een tot een vijfhoek gevouwen lint. Op de linkerborst kan een baton worden gedragen.
Medailles van Verdienste ·
Medaille voor Langdurige Dienst ·
Medaille "Ingenio et Arti" ·
Medaille voor Nobele Daden ·
Ereteken van het Deense Rode Kruis ·
Medaille van Verdienste voor de Groenlandse Onafhankelijkheid ·
Herinneringsmedaille aan de 70e Verjaardag van Hare Majesteit Koningin Margrethe
Herinneringsmedaille aan de 75e Verjaardag van Prins Henrik

Zie ook: Historische Orden van Denemarken · Onderscheidingen in Denemarken